# Salford City F.C.
Salford City F.C. là câu lạc bộ bóng đá chuyên nghiệp ở Salford, Đại Manchester, Anh đang thi đấu tại League Two, hạng 4 của hệ thống giải bóng đá Anh, sau khi thăng hạng từ National League ở mùa giải 2018–19.
Năm 2014, Salford được tiếp quản bởi các cựu cầu thủ Manchester United Nicky Butt, Ryan Giggs, Gary Neville, Phil Neville và Paul Scholes, mỗi người sở hữu 10% cổ phần của câu lạc bộ, trong đó doanh nhân người Singapore Peter Lim sở hữu phần còn lại; David Beckham đã mua 10% cổ phần từ Lim vào năm 2019.

## Cầu thủ
Tính đến  19 tháng 7 năm 2016
Ghi chú: Quốc kỳ chỉ đội tuyển quốc gia được xác định rõ trong điều lệ tư cách FIFA. Các cầu thủ có thể giữ hơn một quốc tịch ngoài FIFA.
| Số | VT | Quốc gia         | Cầu thủ            |
| -- | -- | ---------------- | ------------------ |
| 1  | TM | Anh              | Jay Lynch          |
| 2  | HV | Anh              | Chris Lynch        |
| 3  | HV | Cộng hòa Ireland | Stephen O'Halloran |
| 5  | HV | Anh              | Steve Howson       |
| 6  | HV | Anh              | Andy Dawson        |
| 7  | TV | Anh              | Luke Clark         |
| 8  | TV | Anh              | Scott Burton       |
| 9  | TĐ | Anh              | Danny Webber       |
| 10 | TV | Anh              | Jordan Hulme       |
| 11 | TĐ | Montserrat       | Richie Allen       |
| 12 | TĐ | Anh              | James Poole        |
| 14 | HV | Anh              | Luke Giverin       |

| Số | VT | Quốc gia | Cầu thủ           |
| -- | -- | -------- | ----------------- |
| 16 | TV | Anh      | Tunji Moses       |
| 18 | HV | Anh      | Elliott Kebbie    |
| 20 | TĐ | Anh      | Gareth Seddon     |
| 21 | TĐ | Anh      | Ryan Humphreys    |
| 23 | TM | Anh      | Danny Taberner    |
| 25 | TV | Anh      | Josh Hancock      |
| 27 | TV | Anh      | David Owens       |
| 29 | TV | Anh      | James Holden      |
| 30 | TM | Anh      | Chris Howarth     |
| 32 | HV | Anh      | Simon Grand       |
| 33 | HV | Anh      | Darren Hockenhull |
| 36 | TV | Anh      | Jason Jarrett     |
| 87 | TV | Anh      | Sam Walker        |